# Cayo Jutías
Cayo Jutías (parfois Cayo Jutía) est une petite île cubaine de l'archipel des Colorados (archipiélago de los Colorados). Ses plages de sable blanc en font une destination touristique.

## Situation
Il est situé dans le golfe du Mexique, à l'extrémité occidentale du pays, et rattachée administrativement à la municipalité de Minas de Matahambre dans la province de Pinar del Río. On y accède par un pont-jetée.
Il forme un coude qui ferme l'anse Nombre de Dios au nord et à l'est. Sur le côté est du cayo se trouve la baie de Santa Lucia. Ses plages de sable blanc le rendent particulièrement repérable en vue satellite (ci-dessous).
Ne pas confondre avec le cayo Jutías de l'archipel Sabana-Camagüey, sur la municipalité de Sagua La Grande, province de Villa Clara.

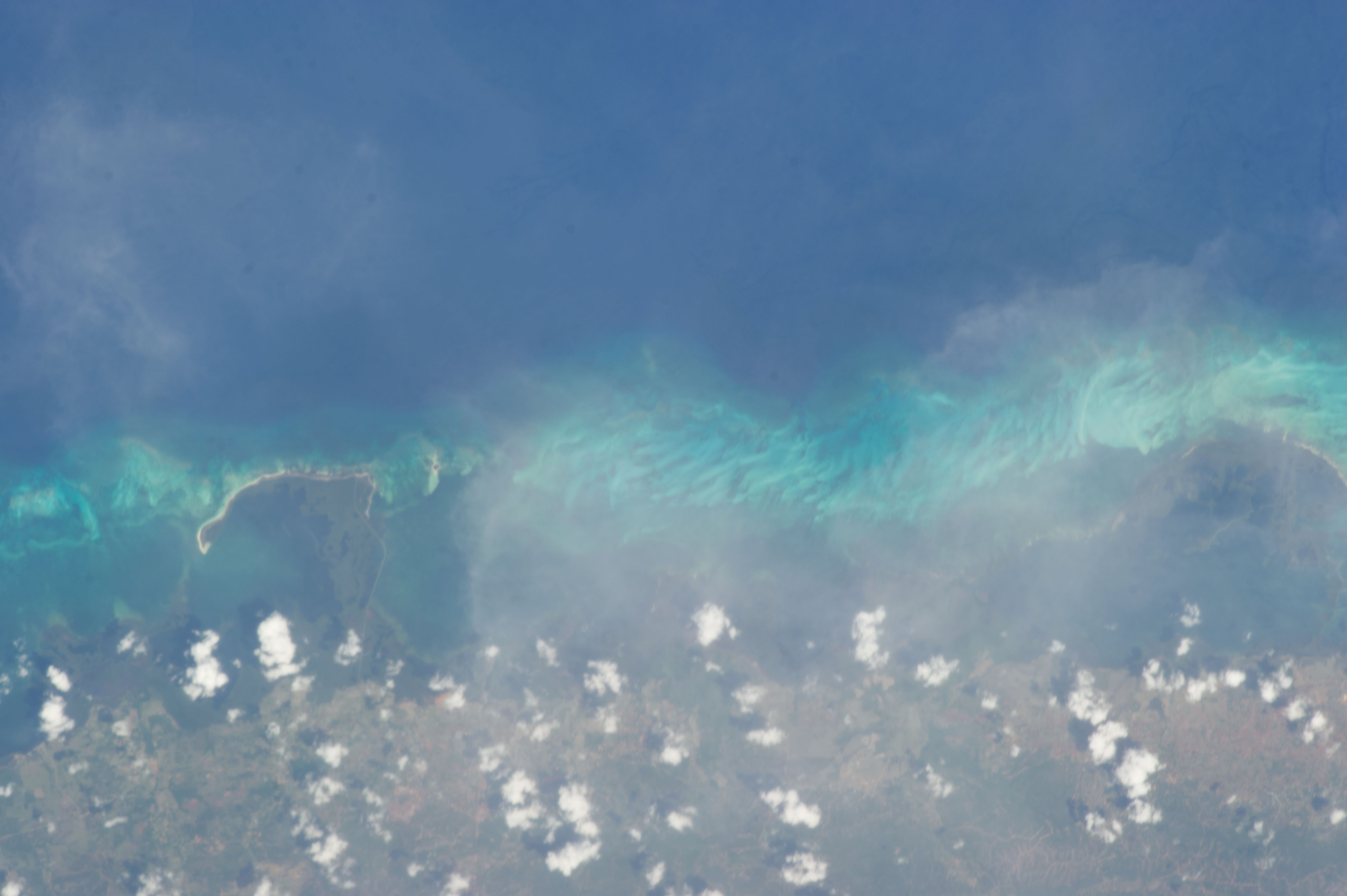
Cayo Jutías, anse Nombre de Dios et baie de Santa Lucía

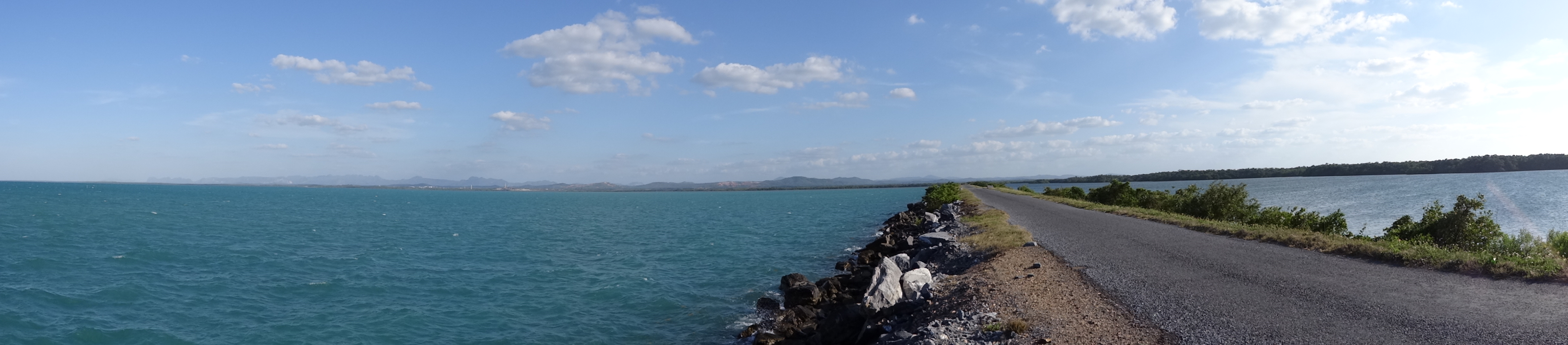
La route d'accès

## Végétation
La plus grande partie de l'île (80%) est recouverte de mangrove (Rhizophora mangle ou palétuvier rouge).

## Faune
Les oiseaux y sont nombreux, notamment certaines espèces endémiques telles que le pic poignardé, le tacco de Cuba ou la buse de Gundlach.
Parmi les mammifères figurent les petits rongeurs qui ont donné leur nom à l'île, le conga hutía (Capromys pilorides) et le carabali hutía (Mysateles meridionalis).

## Phare
L'île est dotée d'un phare à structure métallique édifié en 1902. Sa construction avait été décrétée par ordre royal le 3 janvier 1888 pour prévenir les nombreux accidents qui se produisaient dans la région.
Les phares de Cuba – dont le phare de Cayo Jutías – ont été mis à l'honneur à plusieurs reprises par des timbres des postes cubaines, notamment en 2010, puis en 2014.

## Érosion côtière
La côte nord exposée aux intempéries est sujette à une forte érosion côtière, ainsi que le montrent, ci-dessous, les deux photos du restaurant de la plage de Cayo Jutías, prises à 5 ans d'intervalle. Une dizaine de mètres de dunes ont été englouties par le recul du trait de côte. Comme dans le reste des Caraïbes, l'érosion des plages présente un caractère généralisé à Cuba, avec un rythme de régression de la ligne de la côte de 1,2 m, voire davantage. Les causes en sont multiples : élévation progressive du niveau de la mer, fortes marées associées au passage de phénomènes météorologiques extrêmes, déficit sédimentaire, mais aussi pratiques humaines nocives.
|                                                 |  |  |
| Le restaurant de Cayo Jutías en 2015 et en 2020 |  |  |

## Galerie

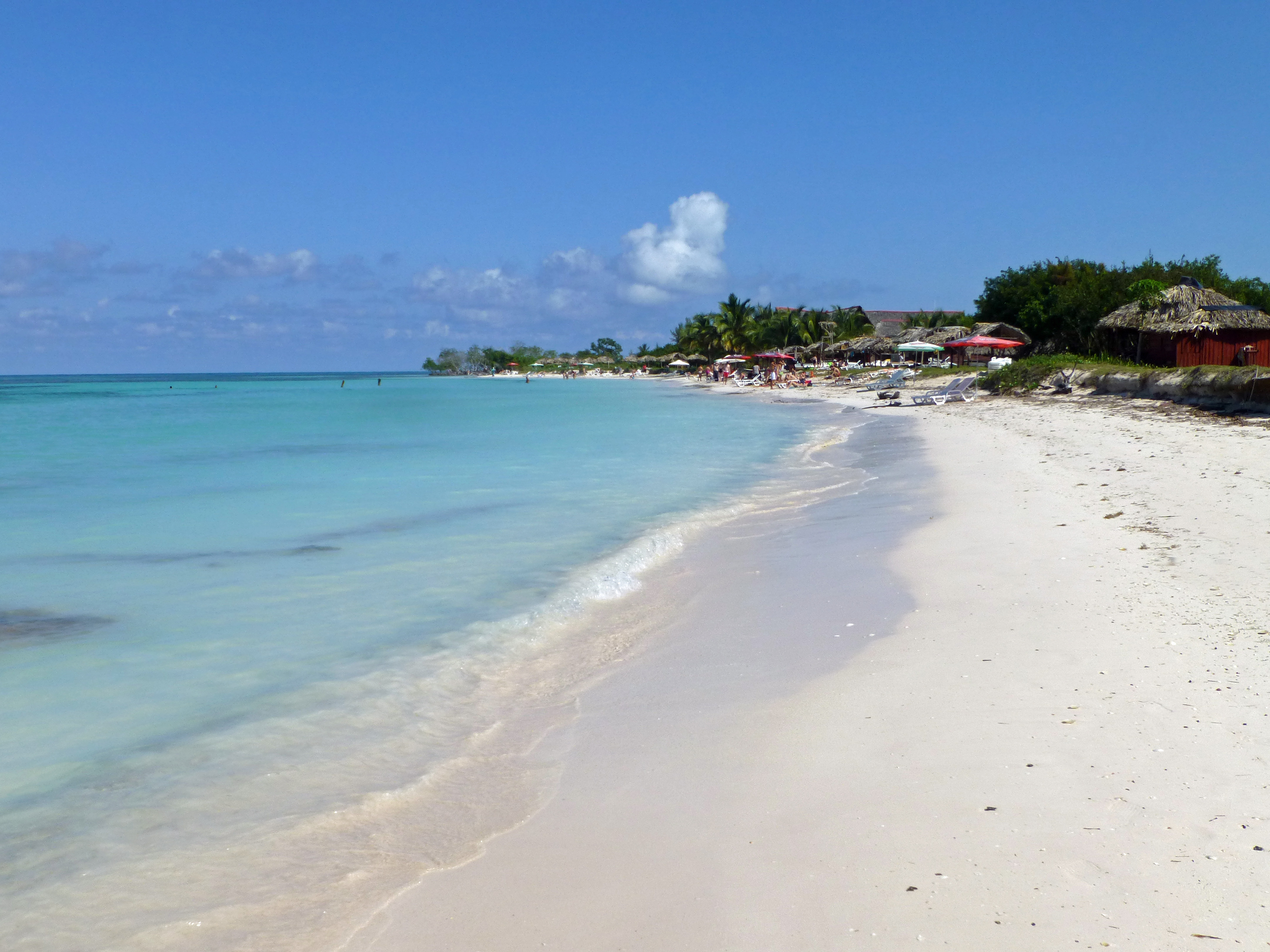
Une plage…
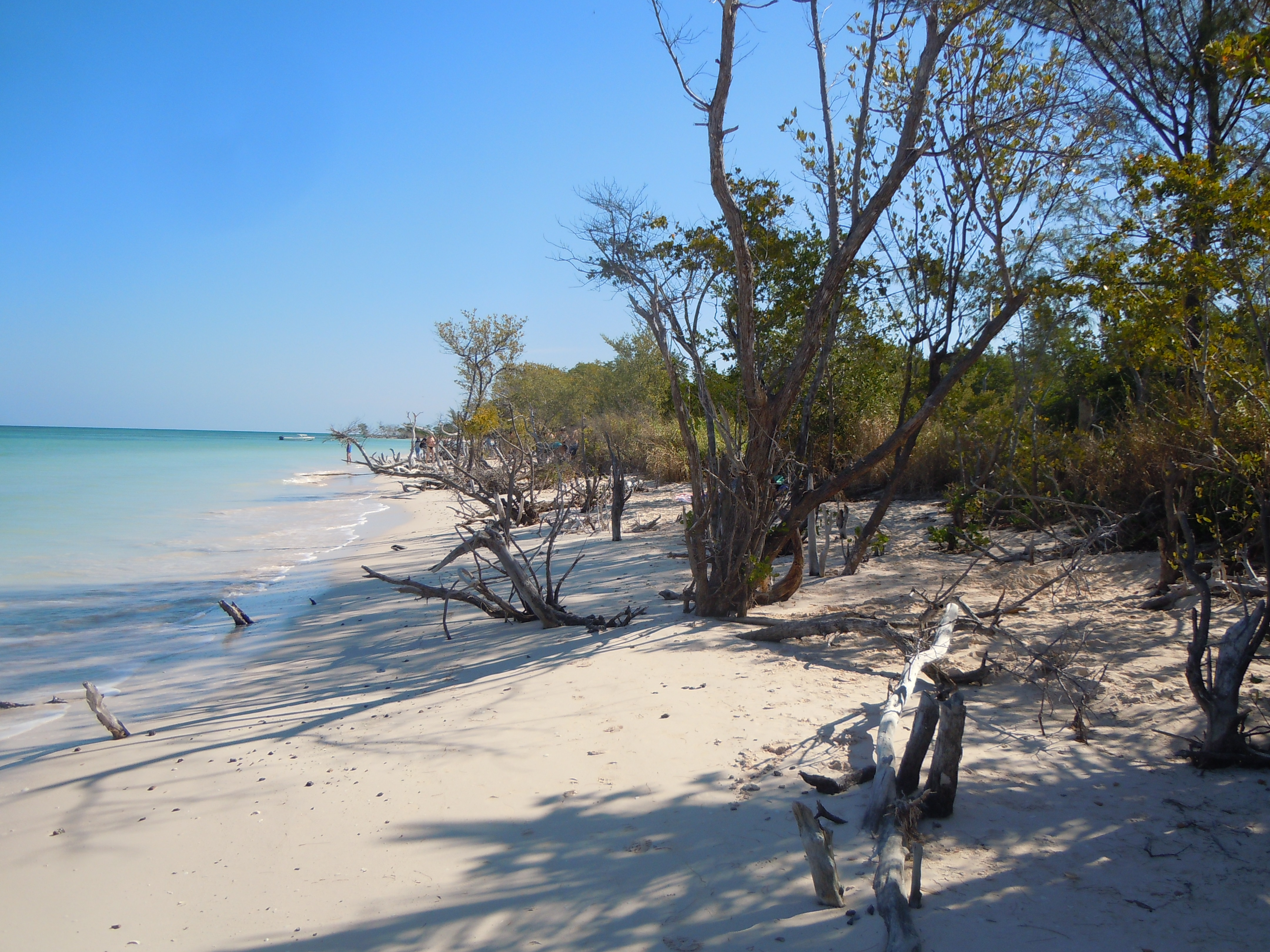
… et sa partie ouest
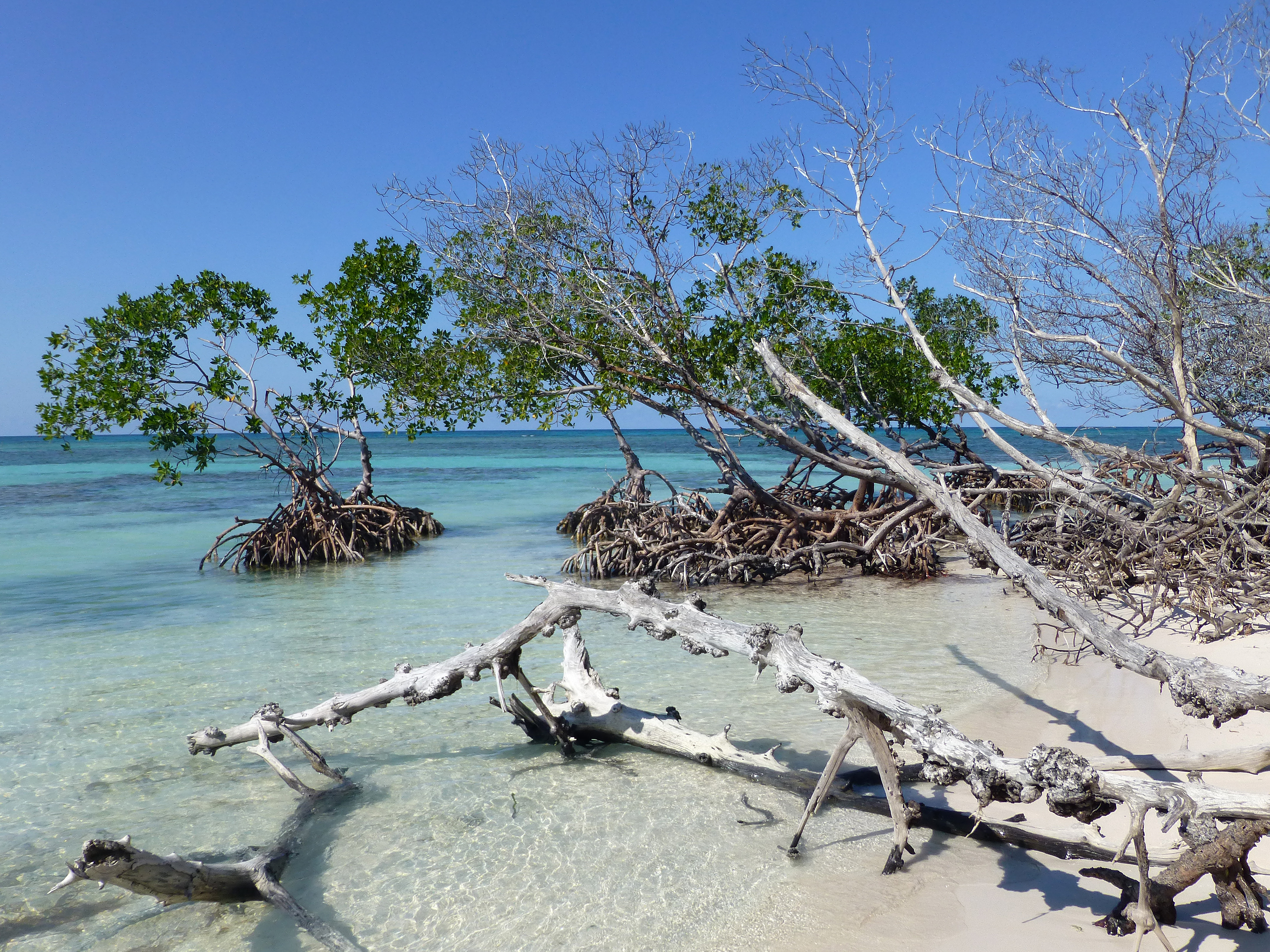
Mangrove
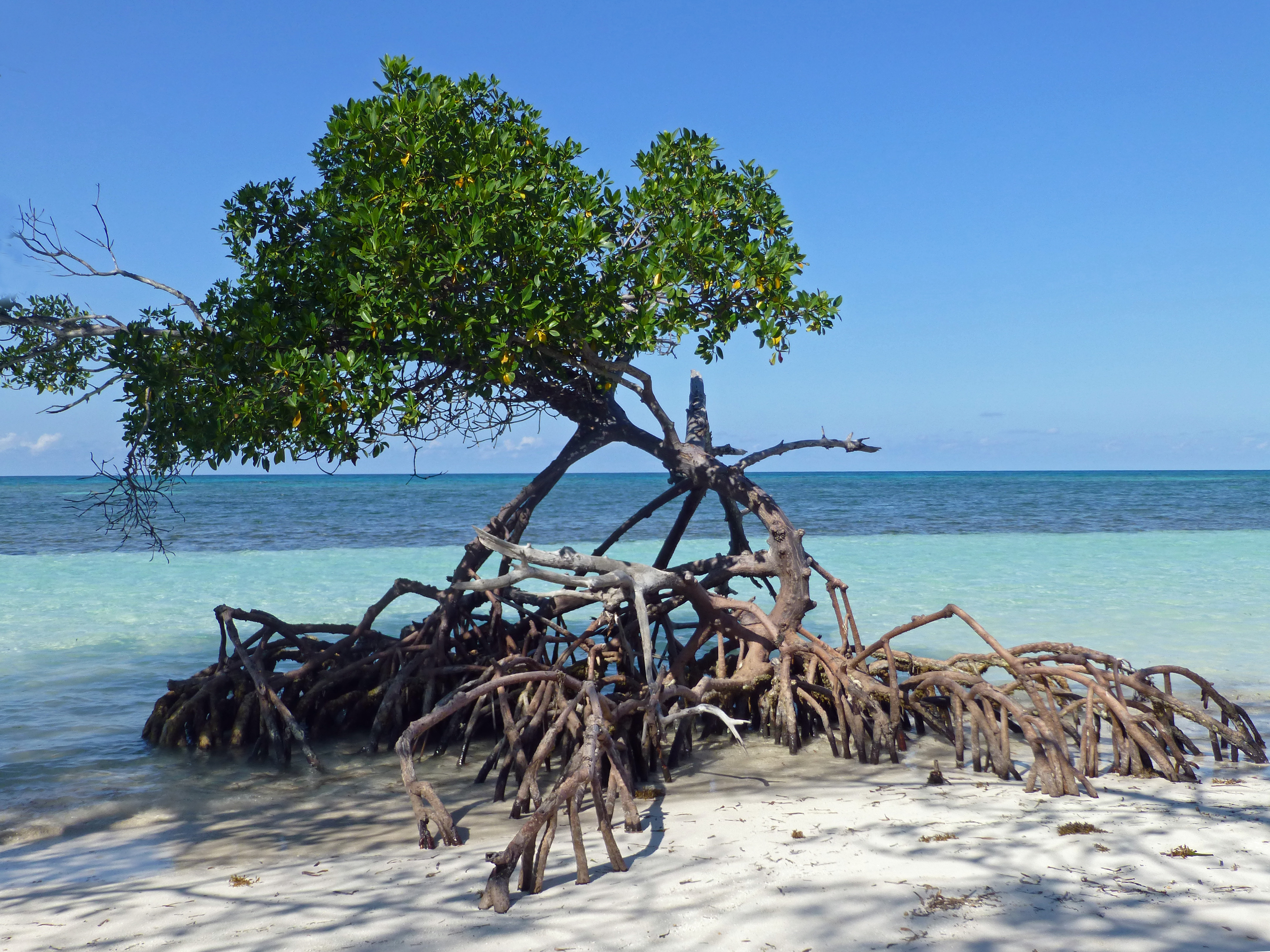
Mangrove
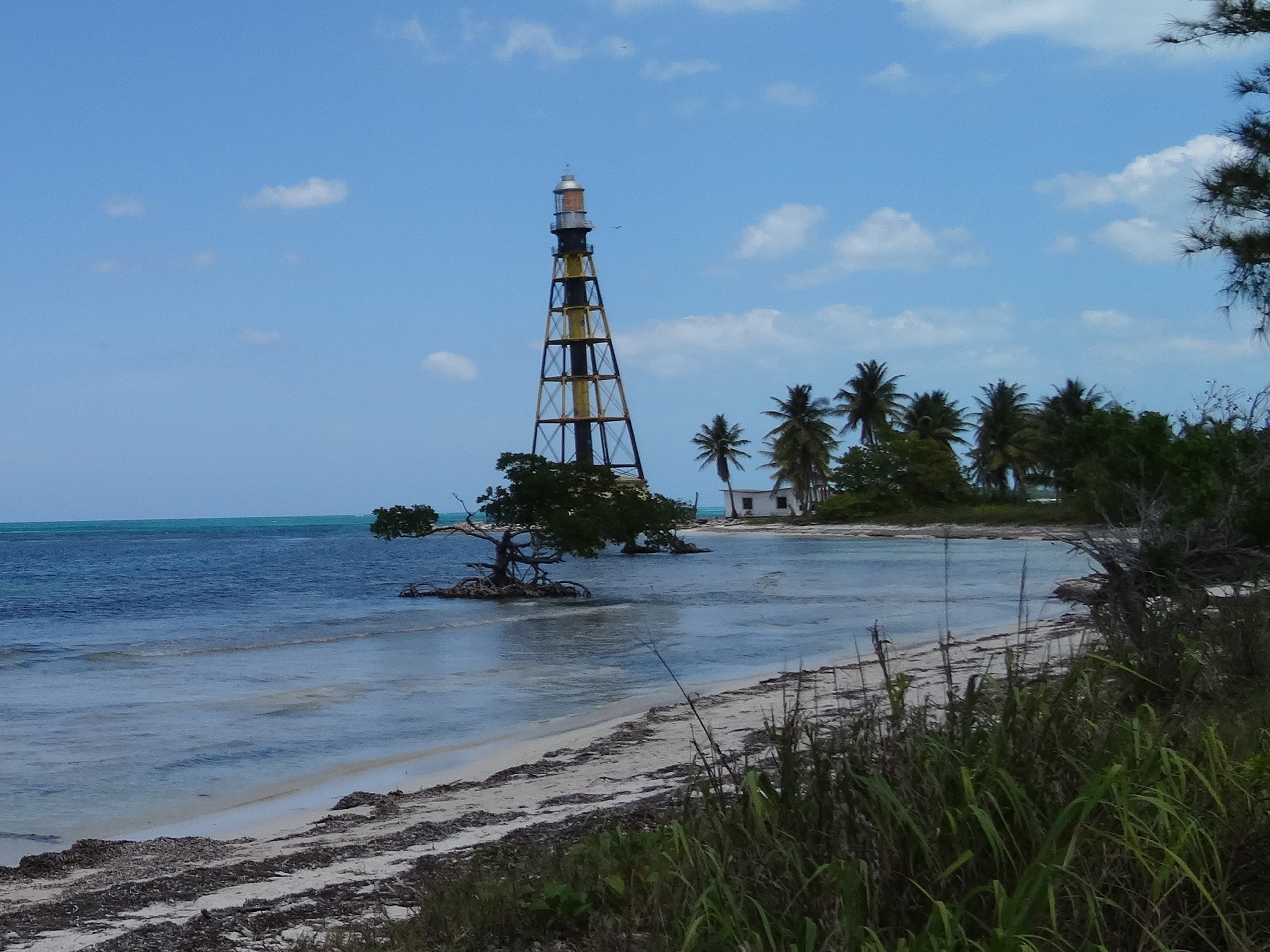
Le phare